# Cedarville (Arkansas)
Cedarville è una città degli Stati Uniti d'America situata nello Stato dell'Arkansas, nella Contea di Crawford.